# Banlieue 13
Banlieue 13 (br: B13 - 13º Distrito; pt: B13 - Os Gangs do Bairro 13) é um filme de ação francês de 2004. Dirigido por Pierre Morel, escrito e produzido por Luc Besson. David Belle, fundador do parkour, é um dos protagonistas do filme.

## Enredo
A história se passa no subúrbio de Paris, no ano de 2010. O bairro é abandonado pelas autoridades, teve suas escolas fechadas e com o intuito de combater a criminalidade, foi construído um muro ao seu redor, sob autorização do governo federal. Ninguém consegue controlar o 13º Distrito, dominado pela criminalidade, tráfico de drogas e inclusive corrupção policial.
Dois jovens heróis, Leïto e Damien, nascidos quando aquilo se tornou uma terra de ninguém e lutando contra um governo repressor e militares corruptos, têm 24 horas para entrar e salvar o que se tornou um local violento e fora de controle. Há uma conspiração envolvendo as autoridades militares e uma bomba prestes a explodir e a acabar com um raio de 8 km do bairro.
Leïto, cidadão comum indignado com a criminalidade no B-13 e com espírito revolucionário, toma uma atitude arriscada, apreendendo 20 Kg de cocaína que seriam traficados pelos capangas de - Taha, o chefão do tráfico no B-13. Ao passo que os capangas de Taha, liderados por K2 (capanga de confiança de Taha) estão chegando em seu prédio, Leïto está desfazendo-se de toda a droga que apreendeu, jogando-a em uma banheira e despejando água em cima de cada pacote, lutando contra o tempo, tendo que abrir um por um e dissolver, antes que os capangas cheguem e o peguem.
Felizmente, após dar muito trabalho aos capangas e depois de muita ação, Leïto consegue escapar. Mas não vai ficar por isso. Por não terem recuperado a droga e nem terem pegado Leïto, Taha - muito autoritário e pouco paciente - indignado, obrigou os capangas a fazerem Leïto pagar pelo que fez. Para isso, K2 com Taha apontando-lhe uma arma para a cabeça, sugeriu ao mesmo que raptassem a irmã de Leïto - Lola, que trabalhava em um hipermercado das proximidades. Dito e feito: raptaram a garota e a levaram para o covil de Taha.
O que os criminosos não sabiam é que Leïto havia suposto esta hipótese e direto de sua fuga, foi até o esconderijo de Taha, entrando repentinamente e inesperadamente, apontando uma faca à garganta de Taha. Com isso, conseguiu sair do local, resgatando sua irmã e levando Taha à delegacia. Infelizmente o delegado corrupto acaba por preferir não prender Taha, o qual sai ileso e ainda leva novamente Lola ao seu esconderijo. Para evitar reações violentas de Leïto, o delegado o prende enquanto Taha sai pela porta da frente, sem qualquer impedimento, carregando Lola desmaiada em seu ombro. Isso desperta a fúria em Leïto, que acaba matando o delegado corrupto degolado nas grades da jaula onde estava e acaba sendo realmente preso.
Após isso, Damien Tomaso - agente de forças especiais, entra na história, sendo convocado pelos militares para desarmar uma bomba (chamada de "bomba limpa", à base de nêutrons) que irá explodir em 24 horas, supostamente roubada pelos criminosos do B-13 quando os militares estavam transportando-a. A ligação com Leïto se dá pelo fato de a bomba ter sido roubada pelos capangas de Taha e este, estar mantendo Lola em cativeiro.
Damien conhece Leïto através dos militares, que sabendo do profundo conhecimento que Leïto tem do B-13, tinham certeza que Damien precisaria de sua ajuda para infiltrar-se na fortaleza de Taha. Os militares então fazem Damien se passar por detento na mesma prisão em que estava Leïto, forçando a fuga deste, quando Damien rende os motoristas do furgão que supostamente os transferia de cárcere. Momentaneamente acaba acontecendo um lapso de confiança de Leïto para com Damien, que o convence a infiltrar-se no teerritório de Taha. Leïto e Damien têm então o mesmo alvo: Taha. Recuperar Lola e desarmar a bomba eram suas missões.
Apesar de alguns conflitos entre si (Leïto - tendo aprendido a viver com "a rua" acaba se desentendendo com Damien, dizendo que ele não passa de um policialzinho treinado em academia), os dois chegam a um acordo e resolvem iniciar a missão propriamente dita. Invadem a toca de Taha mas lá acabam rendidos por ele e obrigados a negociar a compra da bomba. Taha pede 20 milhões de Euros para devolver a bomba aos militares, que se negam a pagar quando Damien os contatou por celular e passou os dados bancários de Taha. Isso forçou o "plano B" por parte de Leïto e Damien que improvisaram e fugiram por um túnel anteriormente cavado por Leïto. Com os dados bancários, os militares acabaram por descobrir outras contas de Taha e imediatamente bloquearam-nas. Taha então, sem seu poderio financeiro acaba sendo morto por seus próprios capangas quando questionado a respeito de pagamento.
Leïto e Damien chegam a tempo de digitar os códigos para o suposto desarmamento da bomba, que Taha havia colocado no topo de um prédio próximo, juntamente com Lola, desacordada. A partir de então, é descoberta uma conspiração das autoridades políticas e militares para com o povo dos arredores do B-13 a qual não comentaremos e deixaremos a curiosidade como fator de busca ao filme.

## Elenco
- David Belle.......Leïto
- Cyril Raffaelli.......Damien Tomaso
- Tony D'Amario.......K2
- Dany Verissimo.......Lola
- Bibi Naceri.......Taha
- François Chattot.......Krüger
- Nicolas Woirion.......Corsini
- Patrick Olivier.......Coronel